# Kaifeng
Kaifeng (în chineza simplificată: 开封, în chineza tradițională: 開封, în pinyin: Kāifēng, în Wade-Giles: K'aifeng) este un oraș din estul Chinei, situat pe valea Fluviului Galben.
A fost capitala Imperiului Chinez în timpul dinastiei Song.
În zona metropolitană locuiesc peste 5 milioane de locuitori.
De-a lungul timpului, orașul a avut mai multe denumiri:
- Dàliáng (chineză: : 大梁)
- Biànzhōu (chineză: : 汴州)
- Dōngjīng (chineză: : 東京)
- Biànjīng (chineză: : 汴京).

1. ↑  开封告别0378区号 郑汴实现电信同城共用0371 (în chineză), QQ.com, 24 octombrie 2013, accesat în 22 iulie 2021